# Manp’o
Manp’o (kor. 만포) – miasto w Korei Północnej, w prowincji Chagang, w pobliżu granicy z Chinami. W 2008 roku liczyło ok. 117 tys. mieszkańców.